# One Life
One Life det åttonde studioalbumet från sångerskan Helena Paparizou. Det är hennes tredje engelskspråkiga album och släpptes den 26 mars 2014 av Lionheart Music Group.  De tolv spåren är en blandning av nya låtar och engelska versioner av låtar från Paparizous grekiska album Ti Ora Tha Vgoume från 2013.

## Singlar
Första singeln "Save Me (This Is An SOS)" släpptes den 29 maj i både Grekland och Sverige. Musikbloggen Idolator gav en positiv recension av låten, de skrev att låtens produktion kunde jämföras med artister som Shakira och Jennifer Lopez's material.
"Survivor" är den andra singeln från albumet. Det var Paparizous bidrag i Melodifestivalen 2014 och med den slutade hon den 8 mars på en fjärde plats i finalen. Låten släpptes på Itunes och Spotify den 22 februari.

## Låtlista
| Nr  | Titel                                   | Kompositör                                                          | Producent                                                           | Längd |
| --- | --------------------------------------- | ------------------------------------------------------------------- | ------------------------------------------------------------------- | ----- |
| 1.  | Save Me (This Is An SOS)                | Jansson, Ljunggren, Wilshire                                        | Jansson, Sonefors                                                   | 03:08 |
| 2.  | Survivor                                | Bobby Ljunggren, Henrik Wikström, Karl-Ola Kjellholm, Sharon Vaughn | Bobby Ljunggren, Henrik Wikström, Karl-Ola Kjellholm, Sharon Vaughn | 03:03 |
| 3.  | As Long As You Are Mine (Mi Mou Exigis) | Nikos Antipas, Nikos Moraitis                                       |                                                                     | 04:05 |
| 4.  | Set Your Heart On Me (Soma Ke Psihi)    | Jansson, Ljunggren                                                  | Jansson, Sonefors                                                   | 03:06 |
| 5.  | One Life (Mesimeria)                    | Pasi Siitonen, Risto Asikainen, Heroism                             |                                                                     | 03:35 |
| 6.  | 4 Another 1                             | Isabelle Moulin, Jimmy Jansson                                      | Jimmy Jansson                                                       | 03:18 |
| 7.  | Don't Hold Back Our Love                | Jimmy Jansson                                                       |                                                                     | 03:06 |
| 8.  | Enough (duett med Jill Johnson)         | Aaron Scherz, Emily Shackelton, Kelly Archer                        |                                                                     | 04:01 |
| 9.  | The Groove Is The Solution              | Gabriel Russel                                                      | Karl-Ola S. Kjellholm                                               | 03:51 |
| 10. | Crazy For Love (Vrehi Filia)            | Nalle Ahlstedt, Petri Somer, Nicole Fuentes                         | Ahlstedt                                                            | 03:19 |
| 11. | Chainsaw (Ti Ora Tha Vgoume?)           | Oscar Holter, Jakke Erixson, Kristofer Östergren                    | Hotler/Erixson                                                      | 03:37 |
| 12. | One More Night (De Tha Kimithis Apopse) | Nikos Antipas, Nikos Moraitis                                       |                                                                     | 03:13 |